# Gandelain
Gandelain é uma comuna francesa na região administrativa da Normandia, no departamento Orne. Estende-se por uma área de 15,04 km². Em 2010 a comuna tinha 420 habitantes (densidade: 27,9 hab./km²).